# کلنگ طلایی

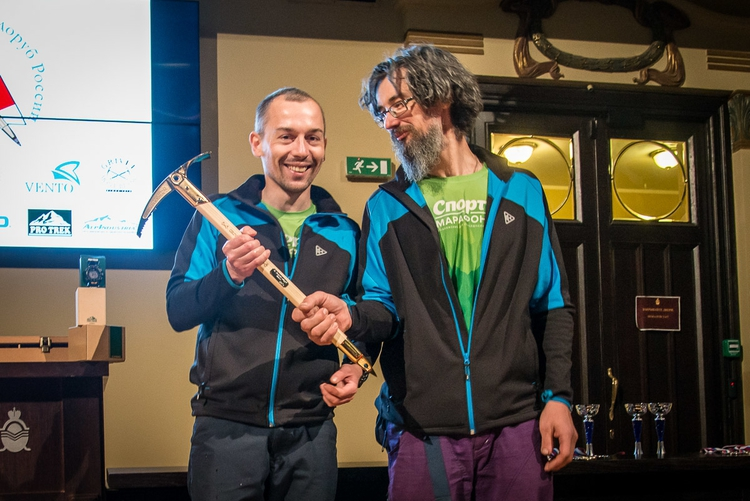
نمایی از جایزهٔ کلنگ طلایی - ۲۰۱۷

کلنگ طلایی (فرانسوی: Piolet d'Or‎) یک جایزه سالانه کوهنوردی است که از سال ۱۹۹۱ توسط مجله‌های فرانسوی Montagnes و Groupe de Haute Montagne اهدا می‌شود. نامزدها این جایزه توسط این دو مجله انتخاب شده و برنده نهایی توسط سردبیران دو مجله، برندگان سال‌های قبل و سه عضو مهمان (که یکی از آن‌ها رئیس هیئت داوری است)، انتخاب می‌شود.

## ۲۰۱۴
- اولی اشتک از سوئیس به دلیل صعود انفرادی جبهه جنوبی آناپورنا (۸۰۹۱ متر) برای بار دوم برنده کلنگ طلایی شد.

## ۲۰۱۰
- رینولد مسنر دومین جایزه خود برای  یک عمر کوهنوردی را به دست آورد.

## ۲۰۰۹
- اولی اشتک و سیمون آنتاماتن به دلیل صعود به روش سبکبار جبهه شمالی تنگکامپوچ (۶۵۰۰ متر) در دره خومبو، نپال.